# Mourad Maarif
Mourad Maarif est un footballeur marocain né en 1983.

## Carrière
Ce milieu de terrain évolue à l'Union Touarga, il a été transféré des FAR Rabat durant le mercato d'été 2010. Son club formateur est l'FAR Rabat, club de la capitale.